# Ozyptila perplexa
Ozyptila perplexa es una especie de araña cangrejo del género Ozyptila, familia Thomisidae.

## Distribución
Esta especie se encuentra en Portugal, España, Francia y Argelia.